# Schwerer Panzerspähwagen
Schwerer Panzerspähwagen (укр. важкий броньований розвідувальний автомобіль) — серія шести- і восьмиколісних броньованих автомобілів, які використовувалися нацистською Німеччиною під час Другої світової війни. У німецькій армії бронеавтомобілі призначалися для виконання класичних завдань розвідки, управління та спостереження. Вони проводили військову розвідку на фронті та на флангах наступаючих моторизованих підрозділів, щоб оцінити дислокацію, силу і наміри противника. Їхньою основною роллю була розвідка, але вони могли вступати в бій з подібними або легкими підрозділами, а іноді намагатися перехопити ворожі розвідувальні патрулі.

## Зміст
Перші зразки важкого бронеавтомобіля 6-колісні версії базувалися на вантажівці з колісною формулою 6х4 і броньованим кузовом, але до 1937 року їх замінили на 8-колісні версії. Під час заміни коди Sd.Kfz. (нім. Sonderkraftfahrzeug, «спеціальний транспортний засіб») передавалися безпосередньо на ці зразки бронетехніки; різниця були лише за рахунок включення 6-Rad або 8-Rad до назви транспортного засобу.
Ці бронемашини використовувалися протягом усієї війни в різних варіантах і модифікаціях і вперше взяли участь в кампанії проти Польщі та у битві за Францію. Пізніше вони використовувалися як на території СРСР, так і в Північній Африці. Екстремальні кліматичні умови в обох цих регіонах виявилися занадто суворими для бронеавтомобілів. Тільки під час першого вологого сезону осінньо-зимової кампанії в СРСР несприятливі дорожні умови знерухомили 150 Sd.Kfz 232. Водночас швидкість восьмиколісних машин зробила їх найкращими розвідувальними машинами, які були у Роммеля для ведення дальньої розвідки на широких просторах африканської пустелі.

### Бронеавтомобілі серії 6-Rad
Всі версії 6-Rad вироблялися з 1932 по 1937 рік.

#### Sd.Kfz. 231
Перший з німецьких бронеавтомобілів, Sd.Kfz. 231 базувався на модифікованому шасі вантажівок Daimler-Benz, Büssing або Magirus з колісною формулою 6х4. Sd.Kfz. 231 мав на озброєнні 20-мм автоматичну гармату KwK 30 L/55 та кулемет MG-13. Sd.Kfz. 231 був прийнятий на озброєння в 1932 році і почав замінюватися в 1937 році, коли німецька армія перейшла на виробництво 8-колісних бронеавтомобілів замість 6-колісних. Попри заміну, вони й далі використовувалися розвідувальними підрозділами під час вторгнення в Польщу, битви за Францію та вторгнення в СРСР. Згодом вони були виведені для використання в тиловій смузі військ та навчанні. Екіпаж складався з командира, навідника, водія та радиста/заднього водія.

#### Sd.Kfz. 232
Варіант Sd.Kfz. 232 був версію командно-штабної машини, оснащений радіостанцією Fu.Ger.11 SE 100 середнього радіуса дії та Fu.Spr.Ger.A ближнього радіуса дії. Ця модель була дуже примітною через важку антену «bedspring», що займала більшу частину корпусу. Антена підтримувалася двома ізольованими вертикальними з'єднувальними трубами в задніх кутах і перевернутою U-подібною конструкцією труб по боках башти з центральним кріпленням, що дозволяло башті обертатися на 360°, не руйнуючи власно антену й не перешкоджаючи її роботі в бойових умовах.

#### Sd.Kfz. 263
Бронеавтомобіль зв'язку Funkspähwagen, оснащений радіоапаратурою дальнього радіуса дії та додатковим радистом. Для розміщення додаткового обладнання башта була знята, надбудова піднята, і на ній був встановлений лише один кулемет на кулеметній установці.

### Бронеавтомобілі серії 8-Rad
Оскільки прохідність 6-колісних бронеавтомобілів на пересічній місцевості була визнана недостатньою, Артилерійська служба Вермахту (WaPrw 6) підписало контракт з фірмою Büssing на розробку восьмиколісного повнопривідного бронеавтомобіля, керованістю на всі колеса і двома місцями водія спереду і ззаду. Компанія Deutsche Werke в Кілі отримала контракт на розробку броньованого корпусу. Башта в серії 231/232 була змінена до шестигранної форми для збільшення внутрішнього об'єму. Бронеавтомобіль озброювався довгоствольною 20-мм автоматичною гарматою KwK 30 L/55 і спареним 7,92-мм кулеметом MG-34.

#### Sd. Kfz. 231
Версія стандартного розвідувального бронеавтомобіля для моторизованих підрозділів, який будували з 1937 по 1941 рік. З липня 1941 року будь-яка потреба в Sd. Kfz. 231 задовольнялася виробництвом Sd. Kfz. 232 без додаткового радіообладнання. Офіційна назва — Schwerer Panzerspähwagen Sd. Kfz. 231 (8-rad).

#### Sd. Kfz. 232
Sd. Kfz. 232 (8-Rad) вироблявся з 1938 по 1943 рік, був модифікацією Sd. Kfz. 231 з додатковими радіостанціями середнього радіуса дії і великою рамною антеною. З 1942 року на зміну рамковій антені прийшла маленька Sternantenne («зіркоподібна антена») — модифікація, яку встановлювали на старіші моделі. Офіційна назва — Schwerer Panzerspähwagen (Fu) Sd. Kfz. 232 (8-rad).

#### Sd. Kfz. 233
Варіант бронеавтомобіля, побудований на відкритій надбудові Sd. Kfz. 263 (8-Rad), озброєний короткоствольною (L/24) 75-мм гарматою KwK 37. 109 таких машин побудували на заводі Büssing у період з грудня 1942 по жовтень 1943 року. Ще 10 були переобладнані з шасі Sd. Kfz. 263 в жовтні 1942 року. Цей варіант серії Sd.Kfz. був прийнятий на озброєння в 1942 році і залишався у використанні протягом всієї війни. Вони випускалися у складі взводу з шести машин для підтримки розвідувальних батальйонів. Офіційна назва — Schwerer Panzerspähwagen (7,5 cm) Sd. Kfz. 233.

#### Sd. Kfz. 263 (8-rad)
Версія восьмиколісного бронеавтомобіля зі збільшеною по висоті надбудовою, озброєної одним 7,92-мм кулеметом MG 34. Це був спеціальний бронеавтомобіль зв'язку з рамою-антеною, встановленою на кушетці. Офіційна назва — Panzerfunkwagen Sd. Kfz. 263 (8-rad).

## Галерея

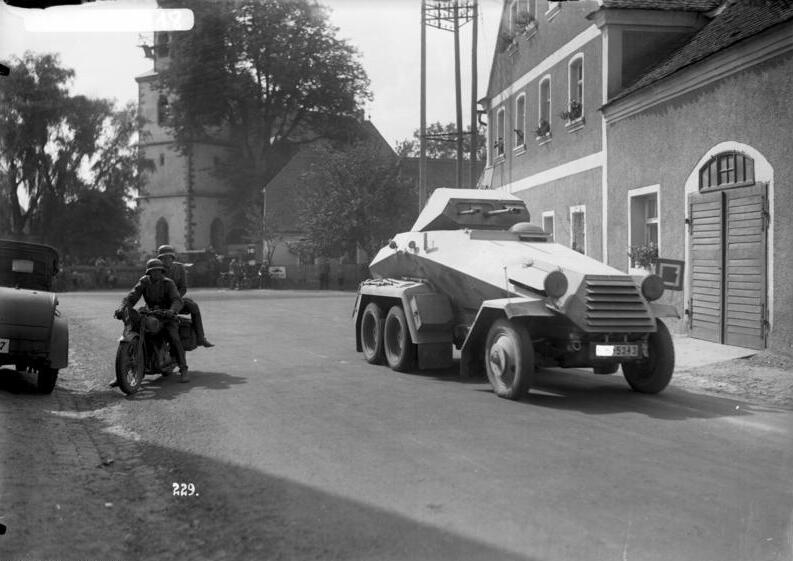
Sd.Kfz. 231 (6-Rad) IX корпусу. 1935
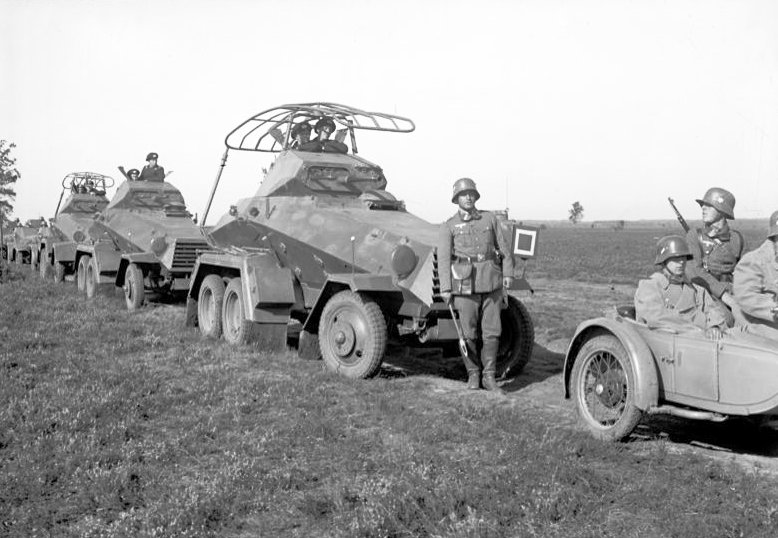
Sd.Kfz. 232 (6-Rad) VI армійського корпусу на військових навчаннях. 1935
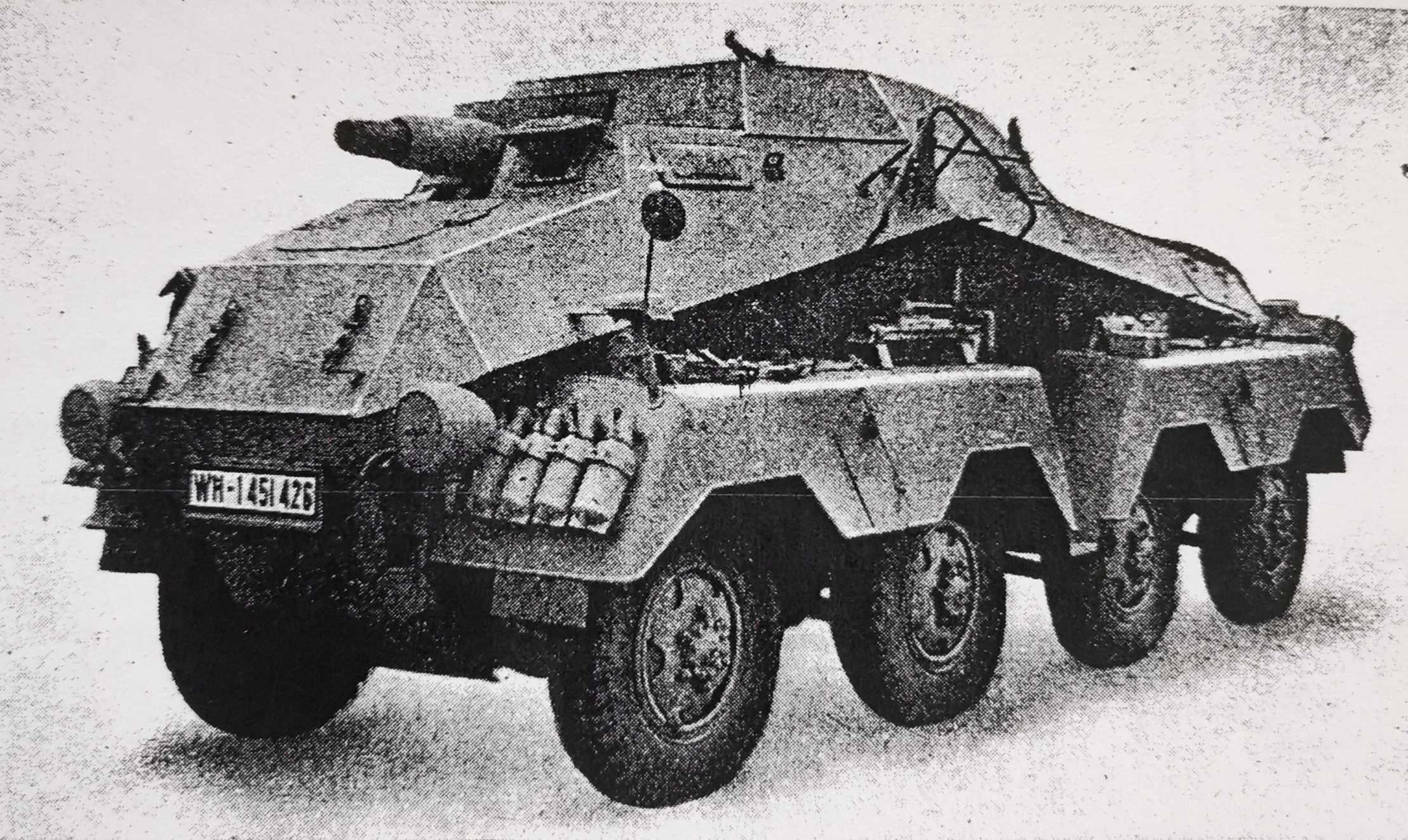
Sd. Kfz. 233
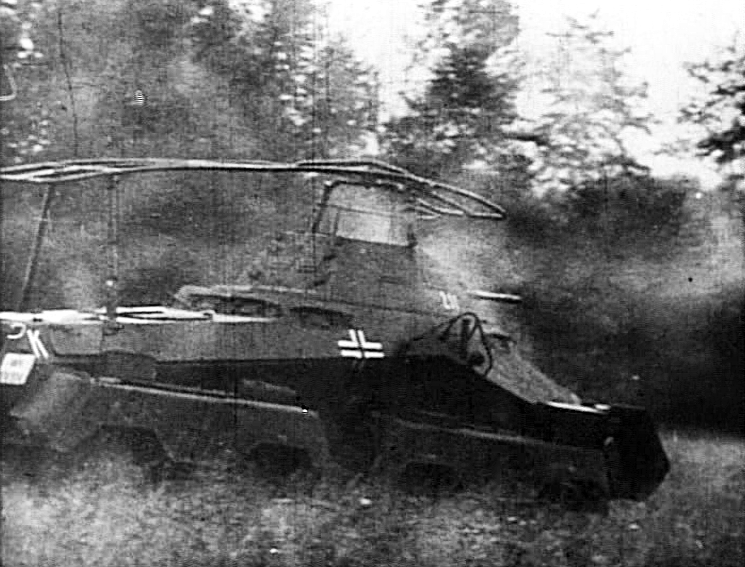
Sd.Kfz.232 (8-Rad) під час Французької кампанії 1940
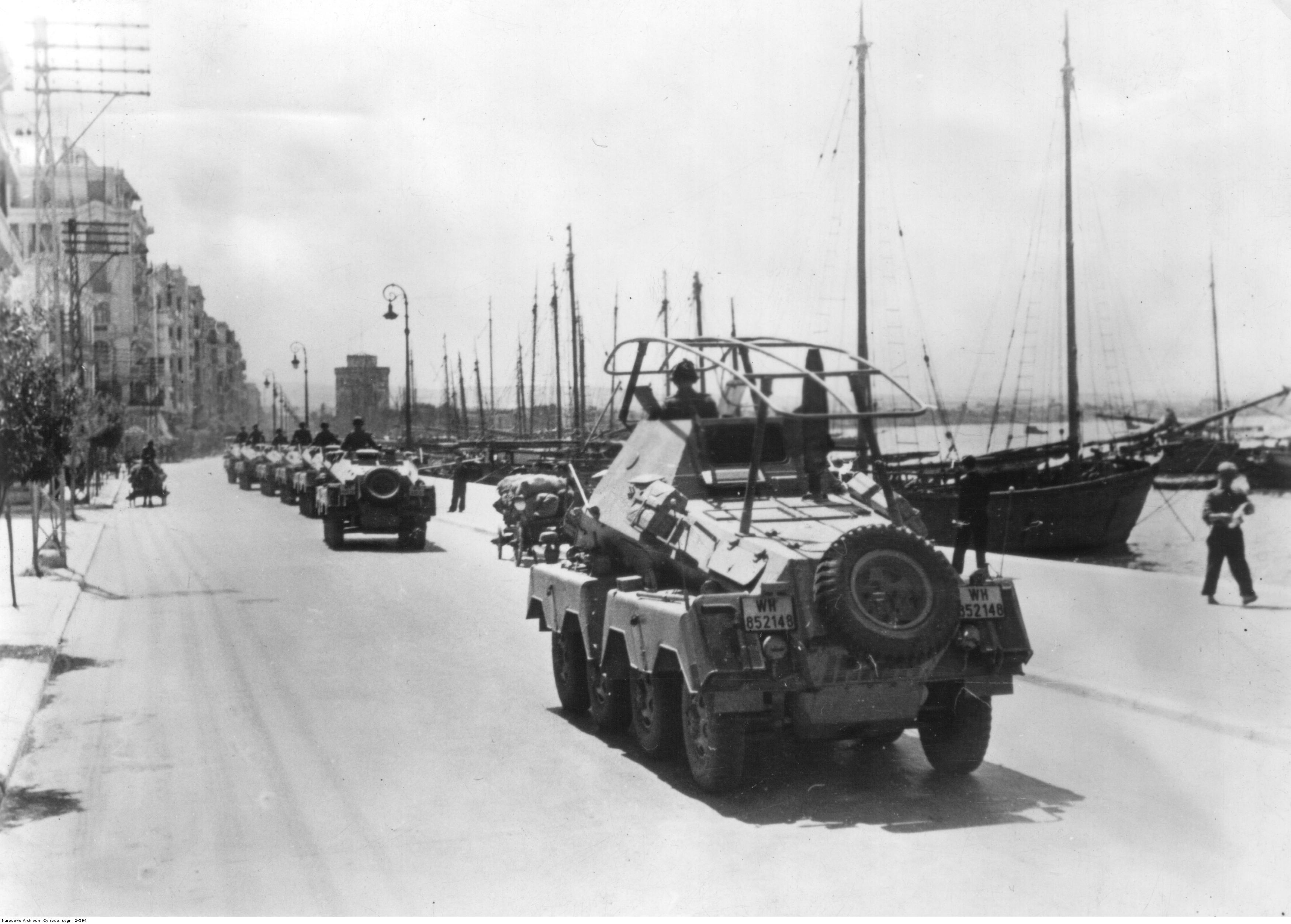
Sd.Kfz.263 на вулицях Салонік. 1943
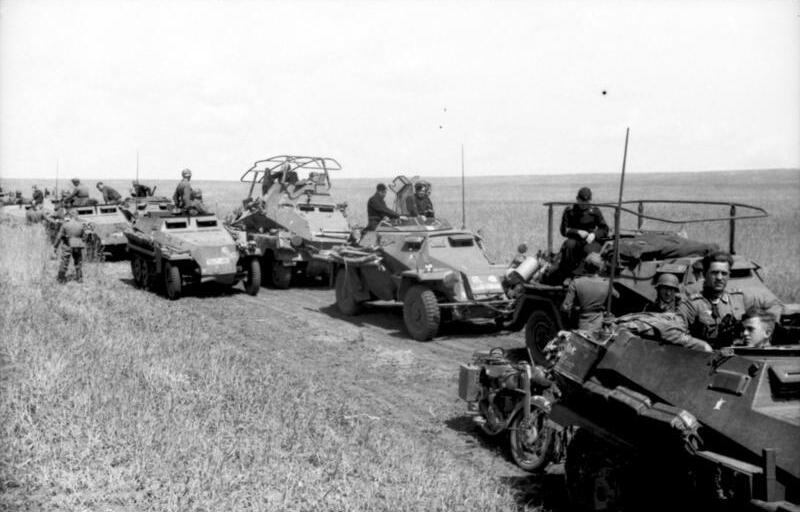
Моторизовано колона машин розвідки та управління (Sd.Kfz. 250/1, Sd.Kfz. 250/3 Funkpanzerwagen, Spähpanzer Sd.Kfz. 222, Sd.Kfz. 263) дивізії «Гроссдойчланд». Східний фронт. 1943